# NGC 2430
NGC 2430 je otvoreni skup u zviježđu Krmi. 

## Vanjske poveznice
- SEDS: NGC 2430